# Indiana Jones și regatul craniului de cristal

Afișul filmului

Indiana Jones și regatul craniului de cristal (2008) (denumire originală Indiana Jones and the Kingdom of the Crystal Skull) este un film de aventuri - acțiune american regizat de Steven Spielberg. Este al patrulea film din franciza Indiana Jones. Lansat la nouăsprezece ani după filmul anterior, filmul „recunoaște” vârsta actorului Harrison Ford stabilind acțiunea filmului în anul 1957. Acest film aduce un omagiu filmelor B științifico-fantastice din anii 1950 prezentând lupta Indianei Jones contra agenților sovietici — conduși de colonelul Irina Spalko (Cate Blanchett) — pentru un craniu de cristal extraterestru cu puteri psihice. În această confruntare Indiana este ajutat de fosta sa iubită Marion Ravenwood (Karen Allen) și de Mutt Williams (Shia LaBeouf). În alte roluri interpretează actorii Ray Winstone, John Hurt și Jim Broadbent .
Scenariștii Jeb Stuart, Jeffrey Boam, Frank Darabont și Jeff Nathanson au realizat mai mult notițe înainte ca scenariul lui David Koepp să fie aprobat de producători. Filmarea a început pe 18 iunie 2007 și a avut loc în diverse locuri: New Mexico; New Haven, Connecticut; Hawaii; Fresno, California și în studiouri din Los Angeles. Pentru a păstra o continuitate estetică cu celelalte filme echipa de producție s-a bazat pe munca cascadorilor tradiționali în loc de cascadorii realizate pe calculator, operatorul de imagine Janusz Kamiński studiind stilul lui Douglas Slocombe din filmele anterioare.
Marketingul filmului s-a bazat pe nostalgia publicului față de seria Indiana Jones, cu produse inspirate din toate cele patru filme. În etapa de producție informații despre film au fost ținute în secret, ceea ce a dus la un litigiu pentru încălcarea unui acord de non-dezvăluire și la arestarea unui alt om pentru că a furat un computer care conținea diverse documente legate de producție. Indiana Jones și regatul craniului de cristal a fost lansat pe 22 mai 2008 și a fost un succes financiar, având încasări de peste 786 milioane dolari în întreaga lume și devenind filmul cu cele mai mari venituri din franciză, al doilea film după încasări al anului 2008 și filmul cu cele mai mari încasări care a fost produs vreodată de Lucasfilm atunci când nu sunt ajustate după inflație, după Războiul stelelor - Episodul I: Amenințarea fantomei și Războiul stelelor - Episodul III: Răzbunarea Sith.

## Povestea
În 1957, eroul celui de-al doilea război mondial, Indiana Jones, și vechiul său partener George „Mac” McHale sunt răpiți de către un grup de agenți sovietici conduși de misterioasa Colonel Dr. Irina Spalko. Sovieticii se infiltrează într-un depozit etichetat drept „51” din Nevada și-l forțează pe „Dr. Jones” să găsească o cutie care conține rămășițele unei ființe extraterestre care s-a prăbușit lângă Roswell, New Mexico. După ce Indiana găsește cutia care are proprietăți magnetice, Mac se dovedește a fi agent-dublu care s-a dat de partea sovieticilor pentru o grămadă de bani. După ce se luptă cu sovieticii, Indiana reușește să scape în deșert (totuși nu înainte ca lada care conține Chivotul Legământului din Căutătorii arcei pierdute să fie prezentată ca fiind în același depozit); el ajunge într-un orășel fantomă folosit pentru testările nucleare din Nevada și supraviețuiește unei explozii nucleare închizându-se într-un frigider. Mai târziu este decontaminat și interogat de FBI datorită legăturilor lui Mac cu sovieticii. Curând după ce se întoarce la Marshall College, directorul îl trimite pe profesorul Indiana într-un concediu pe o perioadă nedeterminată pentru a evita asocierea instituției cu ultimul incident.
În gară, Indiana este oprit de adolescentul rebel Henry Williams „Mutt”, care îi spune că a fost răpit vechiul său coleg Harold Oxley după ce acesta a descoperit un craniu de cristal în Peru. Indiana începe să-i spună lui Mutt legenda unui craniu de cristal găsit în orașul mistic Akator, în care oricine aduce înapoi craniul de cristal va primi controlul asupra puterilor sale supranaturale. Mutt îi oferă lui Indiana o scrisoare de la mama sa, care, de asemenea, a fost răpită, scrisoare ce conține o ghicitoare scrisă de Oxley într-o limbă nativă americană antică, care-i ghidează către Liniile Nazca din Peru. Acolo ei descoperă că Oxley a fost închis într-un institut de psihiatrie, deoarece a avut o cădere nervoasă din cauza puterilor craniului, dar apoi a fost răpit de sovietici. În celula lui Oxley, cei doi găsesc indicii care îi duc la mormântul lui Francisco de Orellana, un conchistador care a dispărut în secolul al XVI-lea în timp ce căuta orașul Akator. Ei găsesc craniul în mormânt, pe baza raționamentului lui Indiana care credea că Oxley l-a ascuns acolo după ce l-a găsit.

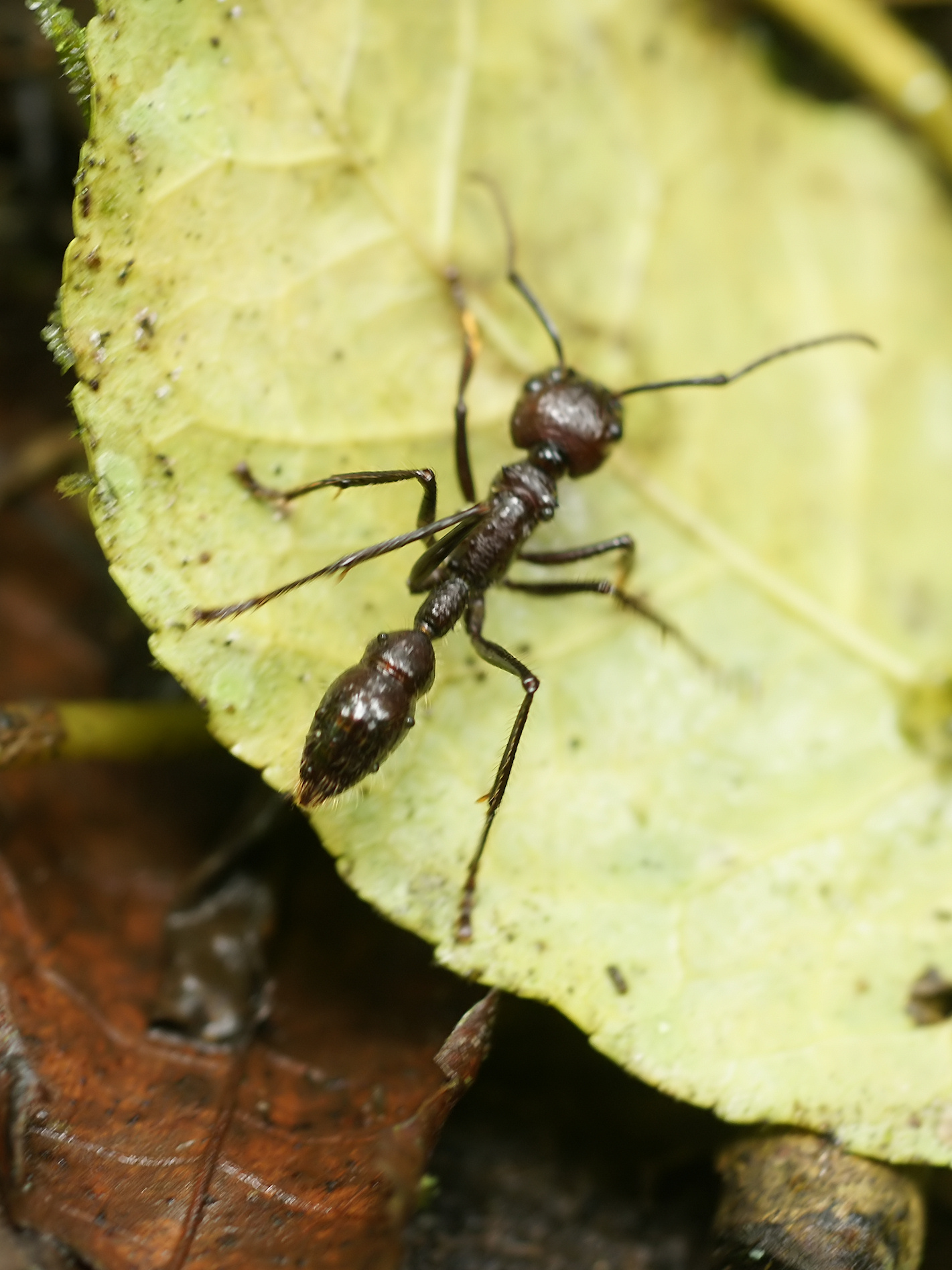
Sovieticii sunt atacați de furnici uriașe, dar acestea îl evită pe Indiana care are craniul de cristal în mână

În scurt timp, Indiana și Mutt sunt prinși de către sovietici care îi duc în tabăra lor, unde se întâlnesc cu Oxley și cu mama lui Mutt care se dovedește a fi vechea iubire a lui Indiana, Marion Ravenwood. Ea îi spune lui Indiana că Mutt este fiul său, Henry Jones III. Spalko este convins că acel craniu de cristal aparține unei ființe interdimensionale și că deține o mare putere psihică, de asemenea ea le spune că obiectul furat din depozitul militar este tot un craniu de cristal. Spalko crede că dacă duce craniul înapoi la Akator sovieticii vor fi în stare să cucerească lumea prin puterea psihică dată de acesta. Indiana, Marion, Mutt și Oxley reușesc să scape de sovietici în jungla Amazonului; totuși, sunt prinși din nou după ce Indiana și fiul său cad într-o mlaștină și Oxley, trimis după ajutoare, se întoarce cu sovieticii. Aceștia îi leagă de mâini și pornesc cu mașinile prin junglă spre templul orașului. Într-o remorcă, Marion și Indiana se ceartă atât de tare încât garda sovietică în cele din urmă o leagă la gură pe Marion cu o cârpă. Cu toate acestea, Indiana și Mutt îl lovesc și-l aruncă afară, Indiana își taie legăturile cu cuțitul secret al lui Mutt. El o dezleagă pe Marion, apoi Mutt se eliberează în timp ce Indiana îl aruncă afară pe șofer din camion. Începe o nouă luptă, după care sovietici sunt atacați de furnici uriașe, Indiana și ceilalți trec prin trei cascade și aproape sunt uciși de un trib care trăia în orașul de mult timp abandonat, sălbaticii se sperie la vederea craniului și le dă voie să intre în templu. Mac, care pretinde că este agent dublu a lăsat în secret indicii pe drum pentru ca sovieticii să-i urmărească.
În interiorul Templului, ei găsesc artefacte aparținând mai multor civilizații. Indiana deduce că acele creaturi extraterestre erau un fel de „arheologi” care au studiat culturi diferite de pe Pământ. Cei cinci intră într-o cameră ce conține 13 schelete de cristal de ființe interdimensionale așezate pe scaune de domnie într-un cerc, dar la un schelet lipsește un craniu. Între timp ajung și sovietici, iar Spalko pune craniul pe scheletul fără cap. Ei încep comunicarea cu grupul de ființe prin intermediul lui Oxley care folosește un dialect antic, oamenilor li se promite drept recompensă un „cadou mare”; Spalko se apropie de ei și le cere să „știe totul”. Scheletele sunt de acord cu cererea ei și transferă psihic în mintea lui Spalko toate cunoștințele lor colective, după care activează un portal către o altă dimensiune. Indiana, Marion, Mutt și Oxley (acum sănătos mental) ies din Templul, dar Mac și sovieticii sunt aspirați de portal. Scheletele, între timp, se combină într-o singură formă corporală de viață interdimensională, cunoașterea o copleșește pe Spalko care se dezintegrează; ceea ce rămâne din ea este apoi aspirat prin portal. Templul se prăbușește dezvăluind o masivă farfurie zburătoare îngropată de milenii, aceasta se ridică în aer, făcând ca resturile templului să se învârtă rapid în jurul ei, iar apa se revarsă și acoperă toate urmele. Extratereștrii „au instruit” pe strămoșii noștri să construiască un oraș în partea de sus a acesteia pentru a ascunde farfuria zburătoare). Sfidând legile fizicii, OZN-ul dispare în spațiu într-o fracțiune de secundă, în „spațiul dintre spații”. Indiana, uimit de acest spectacol, dar și copleșit de întorsătura bruscă a evenimentelor, este acum fericit că s-a împăcat cu familia sa.
La puțin timp după aceste pățanii, Indiana, acum reabilitat și numit decan asociat la Marshall College, se căsătorește cu Marion. La încheierea nuntii, un vânt brusc deschide ușile bisericii și pălăria lui Indiana cade pe podea la picioarele lui Mutt. Mutt se apleacă ca s-o ia, dar nu are timp deoarece tatăl său trece pe lângă el, ia pălăria și iese cu soția afară din biserică.

## Distribuția

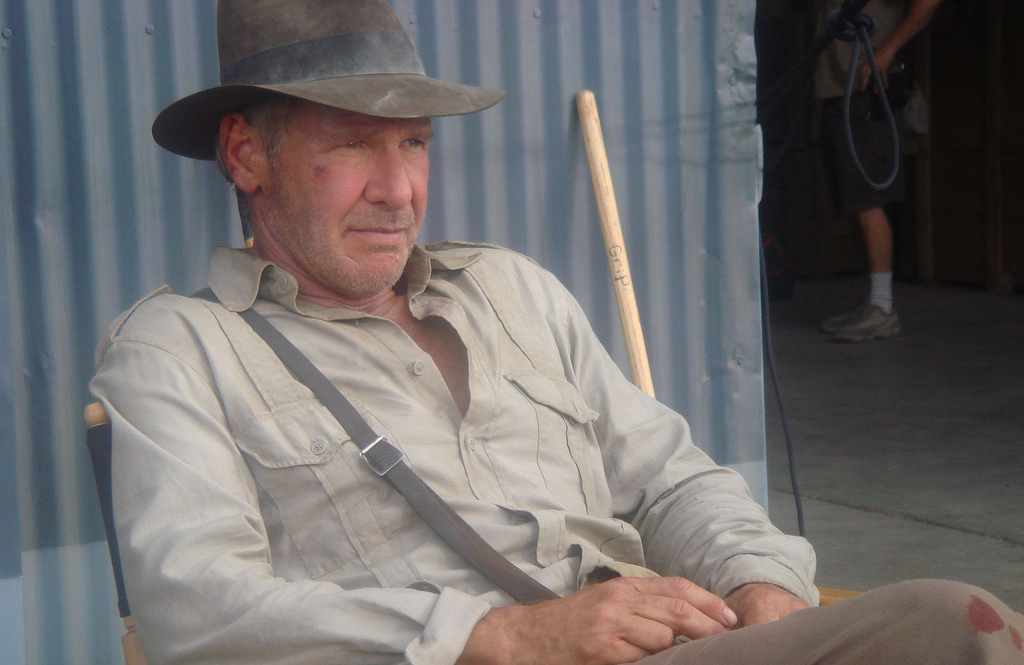
Harrison Ford în rolul Indiana Jones. În timpul primelor filmări la Indiana Jones și regatul craniului de cristal

- Harrison Ford este Dr. Indiana Jones. Pentru a se pregăti de rol, Ford, care avea 64 de ani în timpul filmărilor, petrecea trei ore pe zi în sala de gimnastică
- Shia LaBeouf este Henry „Mutt Williams” Jones III
- Cate Blanchett este agentul sovietic Irina Spalko
- Karen Allen este Marion Ravenwood
- Ray Winstone este George „Mac” McHale agent britanic
- John Hurt este Harold „Ox” Oxley, tatăl vitreg al lui Mutt
- Jim Broadbent este Dean Charles Stanforth, coleg și prieten al lui Indiana Jones
- Igor Jijikine este colonelul rus Dovchenko

## Producția
Sean Connery a fost invitat să interpreteze iarăși rolul lui Henry Jones Sr., tatăl lui Indiana Jones, dar a refuzat oferta.

## Primire
În 2008 a primit Zmeura de Aur pentru cea mai proastă refacere sau continuare a unui film. Comcast l-a votat ca fiind al 11-lea cel mai prost film sequel din toate timpurile. Revista Paste i-a acordat locul 10 în lista sa a  "Celor mai proaste 20 de continuări ale unor filme bune" („The 20 Worst Sequels to Good Movies”). Listverse.com l-a clasificat pe locul 8 în lista celor mai proaste 10 continuări ale unor filme ("Top 10 Worst Movie Sequels").